# Kai (nome)
Kai è un nome proprio di persona maschile e femminile proprio di diverse lingue.

## Origine e diffusione
A seconda delle lingue in cui è usato, il nome ha origini e usi differenti:
- Nome frisone, olandese, tedesco, norvegese, danese, svedese e finlandese maschile; il suo significato è ignoto, ma potrebbe essere un ipocoristico frisone dei nomi Gerhard, Nicolaas, Cornelis o Gaius[1]; nelle lingue scandinave, questo nome ha per varianti Kay, Kaj, Cai e Caj
- Nome svedese femminile, variante di Kaja[2], che è un ipocoristico di Katarina oppure deriva dal norreno kaða ("gallina")[3]
- Nome hawaiiano, sia maschile che femminile, significa letteralmente "mare"[4].

## Onomastico
Nessun santo porta il nome "Kai". L'onomastico può essere festeggiato in concomitanza con quello dei nomi di cui costituisce un derivato, o altrimenti il 1º novembre, per Ognissanti.

## Persone

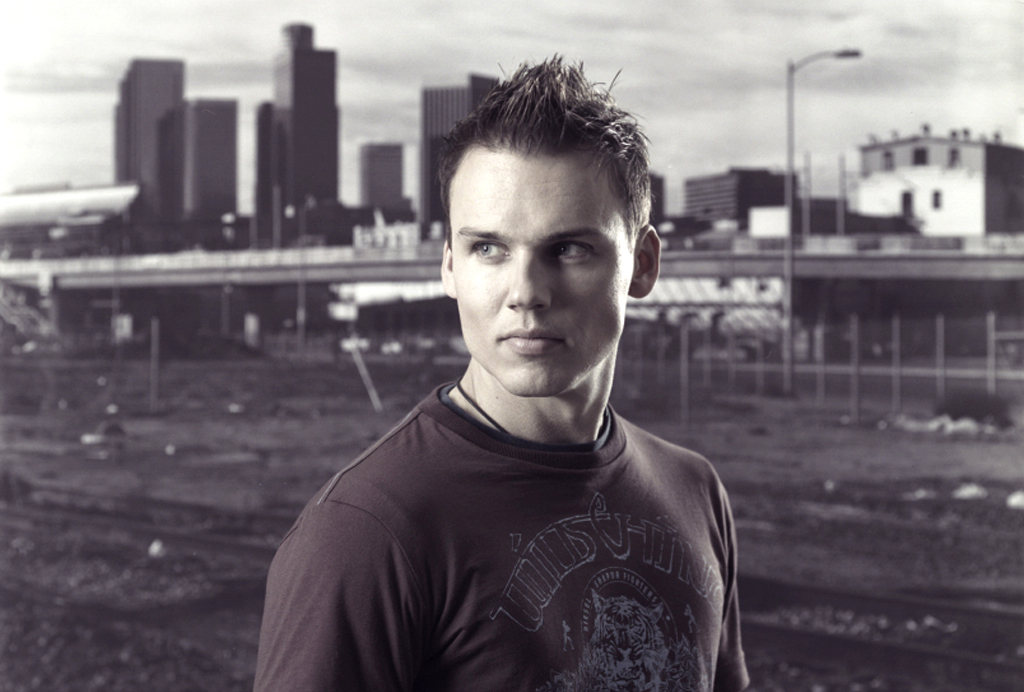
Kai Tracid

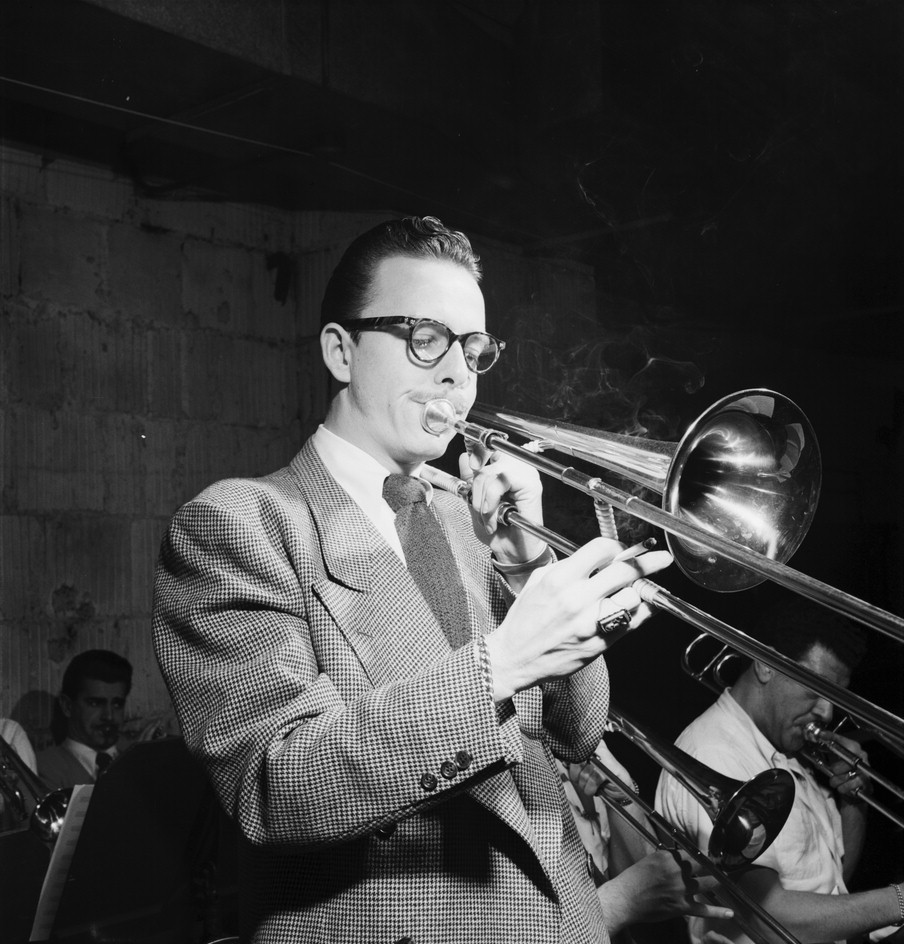
Kai Winding

- Kai Forbath, giocatore di football americano statunitense
- Kai Frandsen, calciatore danese
- Kai Greene, culturista statunitense
- Kai Hahto, batterista finlandese
- Kai Hansen, chitarrista tedesco
- Kai Havaii, cantante, attore e scrittore tedesco
- Kai Havertz, calciatore tedesco
- Kai Erik Herlovsen, calciatore norvegese
- Kai Hundertmarck, ciclista su strada, ciclocrossista e triatleta tedesco
- Kai Lagesen, calciatore norvegese
- Kai Erik Moen, calciatore e allenatore di calcio norvegese
- Kai Nielsen, scultore danese
- Kai Nilsen, calciatore norvegese
- Kai Nürnberger, cestista tedesco
- Kai Rautio, hockeista su ghiaccio finlandese
- Kai Reus, ciclista su strada e pistard olandese
- Kai Risholt, calciatore norvegese
- Kai Røberg, calciatore norvegese
- Kai Olav Ryen, calciatore norvegese
- Kai-Fabian Schulz, calciatore tedesco
- Kai Siegbahn, fisico svedese
- Kai Sjøberg, calciatore norvegese
- Kai Ove Stokkeland, calciatore norvegese
- Kai Wen Tan, ginnasta statunitense
- Kai Tracid, disc jockey e producer tedesco
- Kai van Hese, calciatore olandese
- Kai Warner, compositore e direttore d'orchestra tedesco
- Kai Winding, trombonista e compositore statunitense

## Il nome nelle arti
- Kai è un personaggio della serie di videogiochi Mortal Kombat.
- Kai Miyagusuku è un personaggio della serie manga e anime BLOOD+.
- Malachai "Kai" Parker è un personaggio della serie televisiva The Vampire Diaries.
- Kai Toshiki è un personaggio della serie televisiva Cardfight!! Vanguard.
- Kai Anderson è un personaggio della serie televisiva American Horror Story.
- Kai è un personaggio della serie televisiva Ninjago.